# Hussein Monsalve
Hussein Jose Monsalve Madrid (Barinas, 3 de marzo de 1969) es un ex-ciclista profesional venezolano.
Participó en la Vuelta a Venezuela, Vuelta al Táchira y compitió en los Juegos Olímpicos, además de estar en otras competiciones nacionales. Es uno de los pioneros del ciclismo barinés y primer gran líder de la dinastía MONSALVE.

## Palmarés
1989
- 1.º en Clasificación General Final Tour de Martinica  Martinica

1992
- 46.º en Juegos Olímpicos de Barcelona 1992, Ruta, Diletantes  España

1996
- 116.º en Juegos Olímpicos de Atlanta 1996, Ruta  Estados Unidos

1997
- 1.º en 4.ª etapa parte A Vuelta al Táchira  Venezuela
- 3.º en 5.ª etapa Vuelta al Táchira, San Cristóbal  Venezuela

1998
- 1.º en 3.ª etapa Vuelta al Táchira  Venezuela
- 3.º en 6.ª etapa Vuelta al Táchira, Palmira  Venezuela
- 2.º en 10.ª etapa Vuelta al Táchira, Colon  Venezuela
- 2.º en 11.ª etapa Vuelta al Táchira  Venezuela

1999
- 3.º en 1.ª etapa Vuelta al Táchira, Barquisimeto  Venezuela

2000
- 2.º en 2.ª etapa Vuelta Independencia Nacional, La Romana  República Dominicana
- 1.º en 6.ª etapa Vuelta Independencia Nacional, Mao  República Dominicana
- 2.º en 7.ª etapa parte A Vuelta Independencia Nacional  República Dominicana
- 9.º en Campeonato de Venezuela de Ciclismo en Ruta, Ruta  Venezuela

2001
2.º en Campeonato de Venezuela de Ciclismo en Ruta, Ruta  Venezuela
2.º en 5.ª etapa Vuelta a Venezuela, Valle de La Pascua  Venezuela
2.º en 6.ª etapa Vuelta a Venezuela, Calabozo  Venezuela
2.º en 12.ª etapa Vuelta a Venezuela, Ocumare del Tuy  Venezuela
2003
- 3.º en 3.ª etapa Vuelta al Táchira, Barinas  Venezuela
- 1.º en 4.ª etapa Vuelta al Estado Zulia, Villa del Rosario  Venezuela

## Equipos
- 1992  Selección Nacional de Venezuela
- 1996  Selección Nacional de Venezuela
- 2002  Gobernación de Anzoategui